# تراث شعبي روماني

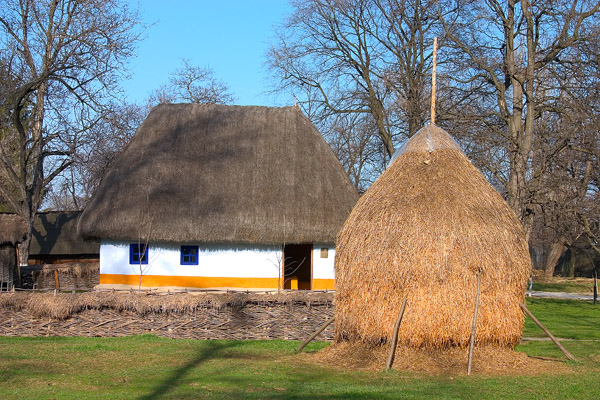

التراث الشعبي روماني هو مجموعة الفنون القديمة والقصص والحكايات الشعبية الموجودة في رومانيا. وتم نقل المعرفة المتعلقة بالفلكلور من جيل إلى جيل عن طريق الرواية الشفهية أو المكتوبة

## اللغة الرومانية

### اللغة الرومانية
هي خامس أكبر اللغات الرومانسية من حيث عدد المتحدثين بها. تستخدم كلغة أم لدى أكثر من 24 مليون شخص، وهي لغة رسمية في رومانيا ومولدوفا.

## الأدب الروماني
الساعة الخامسة والعشرون رواية للكاتب الروماني قسطنطين فيرجيل جورجــــيو صدرت عام 1949. بعنوان مثير تم اقتباسه في العديد من البرامج الاخبارية، ترمز الرواية بقصتها إلى الخوف والوداع، وتتحدث برمزية عن قصة ذلك المواطن الروماني البسيط أيوهان موريتز وحلمه البسيط في أن يسافر إلى أميركا ويعمل فيها ليجمع فيها مايكفيه لشراء قطعة أرض ويبنيها ثم يتزوج من محبوبته سوزانا ويعيشان في سلام بقرية فانتانا الرومانية. كان على أيوهان أن يعمل وقادا على ظهر الباخرة المسافرة إلى أميركا لأنه لا يملك أجرة السفر..
قال غابرييل مارسيل في تقديمه للرواية: «اغتبط بالتفكير في أن هذه الرواية البديعة، هذه الرواية المخيفة، ستظهر أول ما تظهر في فرنسا وباللغة الفرنسية. إنني لا أشك في أن ترجمات أخرى ستعقبها وإلا لكان في ذلك مدعاة للأسف».
تتألف الرواية من 570 صفحة من القطع الكبير ترجمت إلى أكثر اللغات الحية، وطبعت في فرنسا وحدها أكثر من 50 مرة ما بين 1949 و 1965.
الصبيان والنجمتان الذهبيتان (بالرومانية: Doi feți cu stea în frunte) هي حكاية خرافية رومانية.
سبوراتورول Sburătorul هي مجلة أدبية رومانية ذات نزعة ليبرالية، أنشأت في بروخارست في أبريل 1919. أسسها يوجين لوفينسكو وجمعت الكثير من الأقلام التي ساهمت في تطوير الاتجاهات الجديدة والأساليب الحديثة في الادب الروماني، بدءا من موجة جديدة من الرمزية والواقعية والطليعية. من بين أبرز الكتاب فيها فيليكس أديركا وكاميل بيتريسكو وآخرون.

## الأساطير الرومانية
عيد ساتورن: في الأساطير الرومانية احتفالات قديمة كانت تُقام سنويًا للإله ساتورن إله الحصاد. وكانت الاحتفالات تبدأ في يوم 17 ديسمبر وتستمر يومين، ولكنها أصبحت تمتد إلى أسبوع فيما بعد. وربما نشأت أصلاً عن كلمات شكر كانت تُرَدَّد في الاحتفال بذكرى الزراعة الشتوية. وبمرور السنوات فقدت أهميتها الزراعية وأصبحت مناسبة للاحتفالات العامة. حتى أن العبيد كانوا يُمنحون حرية مؤقتة ليفعلوا ما يحلو لهم في فترة العيد. وكانت تقام في عيد الإله ساتورن الولائم والزِّيارات، وتُمنح الهدايا والعطايا. ومن الهدايا المعروفة في هذه المناسبة الشموع وتماثيل الطين الصغيرة.
ومن المعتقدات الرومانية: اعتقد الرومان في الحسد والمعجزات والخرافات ولقد كانت التمائم شائعة الاستعمال سواء علقها الأشخاص علي أبواب منازلهم أو علي صدورهم لترد الأرواح الخبيثة. وكانت التعاويذ السحرية تستخدم لمنع الأخطار وللشفاء من الأمراض وإنزال المطر من السماء وإهلاك جيوش الأعداء.
مفهوم الارواح عند الرومانييت: اعتقد الرومان أن كل شيء في الطبيعة تسكنه الأرواح التي تفسر وجود هذا العدد الكبير من الآلهة في البانثيون الروماني، وتظهر المشيئة الإلهية عن طريق الظواهر الطبيعية التي يبحث الشخص الروماني التقي عن تفسير لها. وهذا يعلل الاهتمام الكبير المقدم للفؤول والنذر في كل مظهر من مظاهر الحياة اليومية الرومانية.
الألهة الإثني عشر الكبار عند الرومان القدامى
كرم الرومان بصفة خاصة اثني عشر إلها سميت بال dii consentes. وهم ستة من الذكور وستة من الإناث. وهؤلاء الآلهة هم:
- جوبيتر وهو ملك متوج على الآلهة الرومانية. وكانت له ألقاب كثيرة مثل إله الشمس وضوء القمر وإله الرياح والمطر والعواصف والرعد والبرق. وصور غالبا ً كرجل عجوز ملتح ربما ليبين أنة كان حكيما. وكان حيوانه المفضل هو النسر.
- جونو وهي ملكة الآلهة وزوجة جوبيتر. وكانت إلهة السماء والقمر. رمزت إلى الصفات الوقورة المطلوبة للنساء الرومانيات، وكانت حامية للنساء أثناء المخاض وأثناء إعدادهن للزواج.
- مينرفا وهي ابنة جوبيتر وجونو واعتبرت الإلهة العذراء المختصة بالمحاربين والشعر والطب والحكمة والتجارة والحرف.
- فستا وهي واحدة من أكثر الإلهات شعبية وغموضاً في البانثيون الروماني. وهي إلهة الموقد. يقع معبدها فوق تل البلاتين حيث كانت تشتعل النار المقدسة وتعمل عذارى فستا على أن تبقي هذه النار مشتعلة على الدوام.
- كيريس وهي ابنة ساتورن وريا وزوجة وأخت جوبيتر وأم بروسربينا وهي إلهة الزراعة.
- ديانا وهي أم الحيوانات المتوحشة والغابات وإلهة القمر. وقد كانت أشجار البلوط مقدسة لها علي نحو خاص. وقد اشتهرت بقوتها وجمالها ومهارتها في الصيد.
- فينوس وهي إلهة الحب والرغبة الجنسية الرومانية ولكونها إلهة للحب فقد كانت ملكة للملذات والمتعة وأُماً للشعب الروماني.
- مارس كان في البداية إلها مختصا بالزراعة لكنة اختص بعد ذلك بالحرب. وكان زوجا لريا سيلفيا ووالد رومولوس وريموس باني مدينة روما ولهذا كان يعتبر والدا للشعب الروماني.
- ميركوريوس الذي كان إلها رومانيا مختصا بالتجارة ولذا فقد ابتهل التجار إليه. وهو ابن جوبيتر ومايا. وكان أيضا رسولا للآلهة.
- نبتون كان إلها مختصا بالماء، لذا كان إله البحر، وكان يسيطر على العواصف والزلازل وقد كان ابنا لساتورن وأخا لجوبيتر وبلوتو وامتلك معابدا في برك فلامينيوس وفيما بعد في ساحة مارتيوس.
- فولكانوس هو ابن جوبيتر وجونو وزوج مايا وفينوس. وقد كان إلها للنار والبراكين وصانع أسلحة الآلهة والأبطال.
- أبوللو وهو ابن جوبيتر ولاتونا وأخو ديانا، وكان إلها للموسيقى يعزف على قيثارة ذهبية ورامي سهام يطلق السهم بعيدا ً من قوسه الخفي وإلها للشفاء علم الناس الطب وإلها للضوء.وكان إلها للحقيقة لا يقول إلا صدقا.
- بلوتو الذي كان مختصا ً بالعالم السفلي. بسبب كآبته رفضت كل الإلهات التزوج به فقام باختطاف برسيفوني ابنة ديميتر وتزوج بها.
- ساتورن والد جوبيتر وملكا على الآلهة والسماء قبل أن يقرر جوبيتر وأخواه نبتونوس وبلوتو محاربته وإقصاءه عن العرش.[2]

## التراث الثقافي الروماني
رومانيا لديها ثقافة فريدة من نوعها، والتي هي نتاج جغرافيتها وتطورها التاريخي. وتعرف أساسا على أنها نقطة التقاء ثلاث مناطق: أوروبا الوسطى وأوروبا الشرقية، والبلقان، ولكن لا يمكن أن تدرج حقا في أي منها

### الموسيقى
بعض الموسيقيين الرومانيون المشهورون بعد الحرب العالمية الثانية مثل ماريا تاناسي، تودور غيورغي وعازف الناي جورج زامفير الذي باع أكثر من 120 مليون ألبوم في جميع أنحاء العالم.

### الفنون
الفنون: بدأ النظام الموحد من الأدب الروماني بالتطور مع الثورات من 1848 واتحاد ضفتان الدانوب عام 1859. بدأت الحوارات عن أصل الرومان في نهاية القرن الثامن عشر وبداية القرن التاسع عشر، بدأ العلماء الأرداليين والمولدوفيين في البحث عن الأصول الرومانية في فرنسا، إيطاليا وألمانيا. تم دمج الثقافة الفرنسية والألمانية بالثقافة الرومانية وظهرت بعض من الكلاسكيات الأدب الروماني بمساعدة بعض من الفنانيان مثل: ميهاي إمينسكو (ويجد له تمثال في مدينة ياش بجانب مكتبة جامعية تسمى فيرديناند الأول مسرح ميهاي إمنيسكو في مدينة بوتوشاني)، جيورجي كوشبوك وإيوان سلافيتش.
ومن أبرز الكتاب في النصف الثاني من القرن 19 ميهايل كوجالنيشينو (أيضا أول رئيس وزراء رومانيا)، فاسيلي أليكساندري، نيكولاي بالتشيسكو، أيون لوكا كاراجياله وأيون كريانغا.
والنصف الثاني من القرن العشرون أعتبر من قبل كثير من المختصون العصر الذهبي للثقافة الرومانية. ومن أبرز الفنانين الرومان كان النحات كونستانتين برانكوشي. واحدة من أعماله عصفور في الفضاء بيعت بسعر 27.5 مليون دولار أمريكي في 2005 وهو سعر قياسي لقطعة منحوتة.
في الفترة ما بين الحربين العالميتين، كتاب مثل: تودور أرغيزي، لوتشيان بلاغا، أيوجين لوفينيسكو، أيون باربو، ليفيو ريبريانو بذلوا جهود لمزامنة الأدب الروماني مع الأدب الأوروبي في ذلك الوقت.
بعد الحربين العالميتين، فرضت رقابة صارمة وشديدة. وفرضت رقابة على السكان. لكن جيلو ناوم، نيكيتا ستانيسكو، مارين سوريسكو أو مارين بريدا استطاعوا التهرب من تلك الرقابة وكانوا قادة النهضة الصغيرة في الأدب الروماني. في حين أن الكثير منهم لم يستطيعوا الحصول على جائز دولية بسبب الرقابة الأمنية المشددة مثل: كونستانتين نويكا، باول غوما وميرتشا كارتاريسكو وقد نشرت أعمالهم في الخارج على الرغم من أنهم سجنوا لأسباب سياسية مختلفة.
اختار بعض الفنانين مغادرة البلاد للأبد وأستمروا في تقديم مساهمات في المنفى. من بينهم أوجين يونسكو، ميرتشا إلياده إميل سيوران أصبحوا مشهوريت بفضل أعمالهم. شخصيات أدبية الأخرى التي تتمتع بشهرة خارج البلاد وتشمل الشاعر باول تسيلان والحائز على جائزة نوبل إيلي فيزيل من الناجين من المحرقة. وأيضا الروائية والشاعرة وكاتبة المقالات هيرتا مولر حاصلة أيضا على جائزة نوبل في الأدب عام 2009.
حققت السينما الرومانية مؤخرا اشادة في جميع أنحاء العالم مع ظهور أفلام مثل وفاة السيد ازارسكو، من إخراج كريستي بويو، (مهرجان كان 2005), 4 أشهر، 3 أسابيع ويومان من إخراج كريستيان مونجيو (مهرجان كان 2007 الفائز بالسعفة الذهبية) هذا الأخير، وفقا ل (Variety)، هو "دليل آخر على أهمية رومانيا الجديد في عالم السينما.
المطبخ
تأثر المطبخ الروماني بالمطبخ البلقاني، المطبخ الهنغاري، المطبخ ألماني، المطبخ الصربي والمطبخ التركي. من إحدى الأكلات الرومانية التقليدية ماماليغا وهي عبارة عن ذرة مطحونة تغلي في طنجرة وتقدم ساخنة مع زبدة أو جبنة وكانت مستخدمة من قبل الفلاحين بسبب التكلفة البسيطة وكانت تقدم أيضا للحيوانات المنزلية، ومن الأكلات التقليدية الرومانية نجد أيضا السجق أو النقانق وهي عبارة عن لحمة مفرومة وملح وتوابل وهي أكلة ذات أصل أوروبي. وسارما وهي ذات أصل تركي وتأثرت بها رومانيا كغيرها من الدول المجاورة عندما كانت رومانيا تحت الحكم العثماني.
العمارة والحدائق
تنتشر الكثير من القصور والفلل التاريخية مثل: قصر الثقافة في ياش وتبلغ مساحة القصر 36.000 متر مربع وتوجد فيه 298 غرفة، 92 نافذة على واجهة وأخرى 36 داخل المبنى. قلعة موغوشوايا التي تم بنائها عام 17022م.
تنتشر الحدائق والمناطق الخضراء في جميع مدن رومانيا وتعتبر محط جذب أنظار السائحين، ويوجد أيضا الكثير من المحميات الطبيعة التي تحتوى على ورود وأشجار إضافة إلى بعض الحيوانات والتي تعتبر نادرة أو تتعرض للانقراض في المناطق الرومانية.

#### المواقع على قائمة اليونسكو للتراث العالمي
الكنائس المحصنة في ترانسيلفانيا، الكنائس المرسومة في شمال مولدوفا، الكنائس الخشبية في ماراموريش، دير هوريزو، قلعة شيغشوارا، قلاع داقية من جبال وراشتيه ودلتا الدانوب. أيضا، في 2007, تقاسمت مدينة سيبيو جائزة عاصمة الثقافة الأوروبية مع مدينة لوكسمبورغ.